# Canton de Hesdin
Le canton de Hesdin est une ancienne division administrative française située dans le département du Pas-de-Calais et la région Nord-Pas-de-Calais.

## Géographie

Le Canton de Hesdin dans l'arrondissement de Montreuil-sur-Mer

Ce canton est organisé autour d'Hesdin dans l'arrondissement de Montreuil. Son altitude varie de 11 m (Tortefontaine) à 133 m (Chériennes) pour une altitude moyenne de 55 m.

## Représentation

### conseillers généraux de 1833 à 2015
| Période | Période      | Identité                                          | Étiquette    | Qualité |
| ------- | ------------ | ------------------------------------------------- | ------------ | --- |
| 1833    | 1861         | Liévin Guislain Prévost de Courmières (1780-1874) |              | Propriétaire, maire d'Hesdin                                                                                      |
| 1861    | 1867         | Guislain Houzel (1813-1889)                       |              | Notaire, maire d'Hesdin                                                                                           |
| 1867    | 1871         | Émile Tripier (1804-1875)                         | Républicain  | Général de division                                                                                               |
| 1871    | 1874         | Henri Leflon (1842-?)                             | Droite       | Propriétaire à Marconne                                                                                           |
| 1874    | 1875 (décès) | Émile Tripier                                     | Républicain  | Général de division                                                                                               |
| 1875    | 1879         | Henri Leflon                                      | Droite       | Propriétaire à Marconne                                                                                           |
| 1879    | 1910 (décès) | Alfred Boucher-Cadart                             | Républicain  | Avocat puis magistrat Propriétaire à Huby-Saint-Leu Sénateur (1882-1884) Président du Conseil général (1887-1902) |
| 1910    | 1919         | Louis Brebion                                     | RG           | Propriétaire à Hesdin                                                                                             |
| 1919    | 1940         | Aimé Ledoux                                       | Rad.ind.     | Conseiller municipal d'Hesdin Nommé conseiller départemental en 1943                                              |
|         |              |                                                   |              | |
| 1945    | 1951         | Abel Poulain                                      | SFIO         | Entrepreneur de menuiserie Député (1945-1951)                                                                     |
| 1951    | 1964 (décès) | Henri Catteau                                     | MRP          | Agent technique Maire d'Hesdin                                                                                    |
| 1964    | 1988         | André Fréville                                    | SFIO puis PS | Professeur de mathématiques Maire d'Hesdin                                                                        |
| 1988    | 1994         | Christian Petit                                   | PS           | Maire d'Hesdin |
| 1994    | 2008         | Michel Dransart                                   | RPR puis UMP | Agriculteur Vice-président de la Chambre régionale d'agriculture Conseiller régional                              |
| 2008    | 2015         | Robert Therry                                     | DVD          | Ancien maire de Bouin-Plumoison Élu en 2015 dans le canton d'Auxi-le-Château                                      |

### Conseillers d'arrondissement (de 1833 à 1940)
Le canton de Hesdin avait deux conseillers d'arrondissement au XIXeme siècle.
| Période | Période      | Identité                             | Étiquette   | Qualité |
| ------- | ------------ | ------------------------------------ | ----------- | --- |
| 1833    |              | Louis Joseph Ducroquet (1785-1857)   |             | Propriétaire à Lambus, Dommartin                                                                            |
| 1833    |              | Jules César de Locher                |             | Propriétaire à Hesdin                                                                                       |
|         |              |                                      |             | |
|         | 1884 (décès) | Jules François Froissart (1817-1884) |             | Propriétaire cultivateur, maire de Mouriez                                                                  |
|         |              |                                      |             | |
| av.1892 | 1898         | Georges Nicolas Ridoult              |             | Cultivateur, brasseur, maire de Caumont                                                                     |
| av.1892 | 1910         | Charles Parenty                      | Républicain | Cultivateur à Barnières, maire de Mouriez                                                                   |
| 1898    | 1910         | François Longuemart (1842-?)         | Républicain | Cultivateur, maire de Marconnelle                                                                           |
| 1910    | 1928 (décès) | David Coache (1866-1928)             | Républicain | Surnuméraire de l'Enregistrement, cultivateur, maire de Regnauville (à partir du 22 juillet 1894).          |
| 1928    | 1934         | Gustave Denoyelle (1879-1965)        | RG          | Agriculteur, farinier, maire de Marconnelle Président du Conseil d'arrondissement                           |
| 1934    | 1940         | Achille Lefebvre                     | RG          | Maire de Labroye                                                                                            |
| 1940    |              |                                      |             | Les conseils d'arrondissement ont été suspendus par la loi du 12 octobre 1940 et n'ont jamais été réactivés |

## Composition
Le canton de Hesdin groupait 22 communes et compte 10 782 habitants (recensement de 2014 sans doubles comptes).
| Nom                            | Code Insee | Intercommunalité | Population (dernière pop. légale) |
| ------------------------------ | ---------- | ---------------- | --------------------------------- |
| Hesdin (bureau centralisateur) | 62447      | CC des 7 Vallées | 2 201 (2014)                      |
| Brévillers                     | 62175      | CC des 7 Vallées | 156 (2014)                        |
| Capelle-lès-Hesdin             | 62212      | CC des 7 Vallées | 454 (2014)                        |
| Caumont                        | 62219      | CC des 7 Vallées | 184 (2014)                        |
| Cavron-Saint-Martin            | 62220      | CC des 7 Vallées | 473 (2014)                        |
| Chériennes                     | 62222      | CC des 7 Vallées | 143 (2014)                        |
| Contes                         | 62236      | CC des 7 Vallées | 324 (2014)                        |
| Guigny                         | 62395      | CC des 7 Vallées | 173 (2014)                        |
| Guisy                          | 62398      | CC des 7 Vallées | 274 (2014)                        |
| Huby-Saint-Leu                 | 62461      | CC des 7 Vallées | 918 (2014)                        |
| Labroye                        | 62481      | CC des 7 Vallées | 163 (2014)                        |
| La Loge                        | 62521      | CC des 7 Vallées | 180 (2014)                        |
| Marconne                       | 62549      | CC des 7 Vallées | 1 118 (2014)                      |
| Marconnelle                    | 62550      | CC des 7 Vallées | 1 162 (2014)                      |
| Mouriez                        | 62596      | CC des 7 Vallées | 252 (2014)                        |
| Bouin-Plumoison                | 62661      | CC des 7 Vallées | 479 (2014)                        |
| Raye-sur-Authie                | 62690      | CC des 7 Vallées | 236 (2014)                        |
| Regnauville                    | 62700      | CC des 7 Vallées | 213 (2014)                        |
| Sainte-Austreberthe            | 62743      | CC des 7 Vallées | 416 (2014)                        |
| Tortefontaine                  | 62824      | CC des 7 Vallées | 248 (2014)                        |
| Wambercourt                    | 62871      | CC des 7 Vallées | 253 (2014)                        |
| Aubin-Saint-Vaast              | 62046      | CC des 7 Vallées | 762 (2014)                        |

## Démographie
| 1962   | 1968   | 1975   | 1982   | 1990   | 1999   | 2009 |
| ------ | ------ | ------ | ------ | ------ | ------ | ---- |
| 10 290 | 11 109 | 11 640 | 11 779 | 11 515 | 11 420 | -    |

| 2014   | - | - | - | - | - | - |
| ------ | - | - | - | - | - | - |
| 10 782 | - | - | - | - | - | - |